# Liste der libanesischen Botschafter in der Deutschen Demokratischen Republik

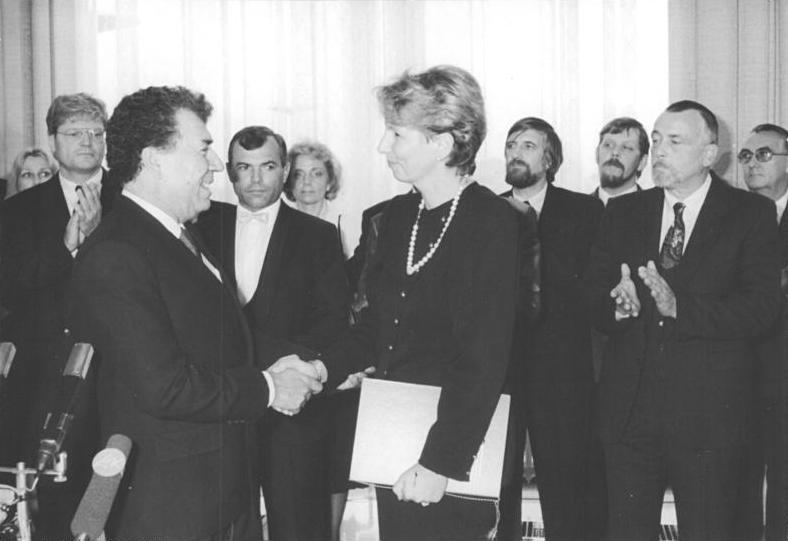
Sabine Bergmann-Pohl schüttelt beim Abschiedsempfang am 24. September 1990 dem Doyen des diplomatischen Korps, Joseph Akl die Hand, Fotografie: ADN, Klaus Franke

Die libanesische Botschaft befand sich in der Clara-Zetkin-Straße 89 östlich der Bunsenstraße in Berlin. Das Gebäude wurde von der Anlagenimport GmbH, einem Unternehmen der Kommerzielle Koordinierung Gruppe, erstellt und vom Dienstleistungsamt für Ausländische Vertretungen in der DDR, Clara-Zetkin-Straße 85, einer Einrichtung des Ministeriums für Auswärtige Angelegenheiten der DDR vermietet:
- 1. Etage: Angola
- 4. Etage: Argentinien und Libanon
- 5. Etage: Kolumbien.
- 6. Etage: Indien.

Auch ARD, ZDF und die Süddeutsche Zeitung hatten hier Redaktionsbüros gemietet.
| Ernannt / Akkreditiert | Name           | Bemerkungen | ernannt von   | akkreditiert bei | Posten verlassen |
| ---------------------- | -------------- | ----------- | ------------- | ---------------- | ---------------- |
| 14. Sep. 1973          | Khalil Makkawi |             | Amin al-Hafez | Erich Honecker   | 24. Okt. 1978    |
| 1. Dez. 1978           | Nabih Noussair | [ 1 ]       | Selim al-Hoss | Erich Honecker   | 30. Juni 1982    |
| 30. Juni 1983          | Joseph Akl     |             | Shafik Wazzan | Erich Honecker   | 2. Okt. 1990     |